# Stade Auguste Bonal
Stade Auguste Bonal er et fodboldstadion i Montbéliard i Franche-Comté-regionen af Frankrig. Stadionet er hjemmebane for Ligue 1-klubben FC Sochaux, og blev indviet i 1931. Det har plads til 20.005 tilskuere, og alle pladser er siddepladser.

## Eksterne links
- Stadionprofil Arkiveret 20. februar 2008 hos  Wayback Machine

47°30′44.70″N 6°48′40.32″Ø / 47.5124167°N 6.8112000°Ø